# We’re All in the Same Gang
We’re All in the Same Gang – singiel amerykańskiej grupy hip-hopowej West Coast Rap All-Stars. Został wydany 16 maja, 1990 roku. Utwór został wyprodukowany przez producenta muzycznego i rapera – Dr. Dre.
Lista osób które dograły zwrotki do singla:
- King Tee
- Body & Soul (z Dee Barnes)
- Def Jef
- Michel’le
- Tone-Loc
- Above the Law
- Ice-T
- Dr. Dre, MC Ren & Eazy-E z N.W.A
- J.J. Fad
- Young MC
- Digital Underground (Money-B & Shock G/Humpty Hump)
- Oaktown’s 3.5.7
- MC Hammer

W 1991 r. piosenka została nominowana do nagrody Grammy w kategorii Best Rap Performance by a Duo or Group.

## Notowania
| Notowania (1990)                     | Najwyższa pozycja |
| ------------------------------------ | ----------------- |
| U.S. Billboard Hot 100               | 35                |
| U.S. Billboard Hot R&B/Hip-Hop Songs | 10                |
| U.S. Billboard Hot Rap Tracks        | 1                 |